# Passage Kracher
Le passage Kracher est une voie du 18e arrondissement de Paris, en France.

## Situation et accès
Le passage Kracher est situé dans le 18e arrondissement de Paris. Il débute au 137, rue de Clignancourt et se termine au 10, rue Neuve-de-la-Chardonnière.

## Origine du nom
Cette voie est nommée d'après le nom du propriétaire des terrains sur lesquels elle a été ouverte.

## Historique
Ce passage est ouvert sous sa dénomination actuelle en 1862 puis est classé dans la voirie parisienne par un arrêté du 19 janvier 1970.